# Portland Fire 2001
La stagione 2001 delle Portland Fire fu la 2ª nella WNBA per la franchigia.
Le Portland Fire arrivarono settime nella Western Conference con un record di 11-21, non qualificandosi per i play-off.

## Roster
| N° | Naz.                   | Ruolo | Sportivo           | Anno | Alt. | Peso |
| -- | ---------------------- | ----- | ------------------ | ---- | ---- | ---- |
| 00 | Stati Uniti (bandiera) | A     | Sylvia Crawley     | 1972 | 196  | 77   |
| 4  | Australia (bandiera)   | G     | Tully Bevilaqua    | 1972 | 170  | 64   |
| 10 | Stati Uniti (bandiera) | G     | Jackie Stiles      | 1978 | 173  | 65   |
| 11 | Stati Uniti (bandiera) | A     | Stacey Thomas      | 1978 | 178  | 70   |
| 12 | Stati Uniti (bandiera) | G     | Carolyn Jones      | 1969 | 175  | 79   |
| 13 | Stati Uniti (bandiera) | G     | Sophia Witherspoon | 1969 | 178  | 66   |
| 17 | Stati Uniti (bandiera) | A     | Vanessa Nygaard    | 1975 | 185  | 79   |
| 22 | Stati Uniti (bandiera) | A     | DeMya Walker       | 1977 | 191  | 76   |
| 24 | Stati Uniti (bandiera) | A     | Kristin Folkl      | 1975 | 188  | 86   |
| 33 | Stati Uniti (bandiera) | A     | LaQuanda Barksdale | 1979 | 180  | 71   |
| 34 | Stati Uniti (bandiera) | C     | Jenny Mowe         | 1978 | 196  | 107  |
| 35 | Stati Uniti (bandiera) | G     | Tamicha Jackson    | 1978 | 168  | 54   |
| 41 | Stati Uniti (bandiera) | A     | Alisa Burras       | 1975 | 191  | 99   |

## Staff tecnico
- Allenatore: Linda Hargrove
- Vice-allenatori: Jessie Kenlaw, J.T. Prada